# Yohanna Schwertfeger

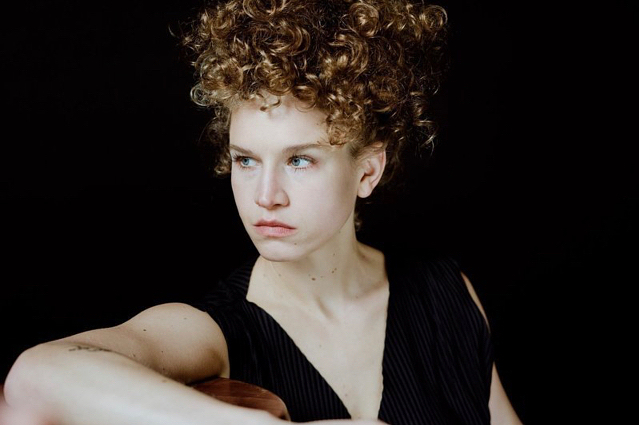
Yohanna Schwertfeger (2019)

Yohanna Schwertfeger (* 12. November 1982 in Tübingen) ist eine deutsche Schauspielerin.

## Leben
Yohanna Schwertfeger wurde in Tübingen geboren. Nach dem Abitur studierte sie zunächst ein Jahr Literatur in Konstanz. 2003 begann sie ein Schauspielstudium am Wiener Max Reinhardt Seminar, das Studium schloss sie 2007 ab. Rollenunterricht erhielt sie bei Klaus Maria Brandauer und Grazyna Dylag.

### Theater
Noch während des Studiums wurde sie bis 2009 ans Schauspielhaus Zürich engagiert, wo sie unter anderem mit Peter Zadek, Jürgen Gosch und Matthias Hartmann zusammenarbeitete. Von 2009 bis 2013 war sie Ensemblemitglied am Wiener Burgtheater, dort stand sie etwa als Rahel in Die Jüdin von Toledo, als Eve in Der zerbrochne Krug, als Julia in Romeo und Julia, als Natascha in Krieg und Frieden, als Dorothy im Zauberer von Oz und als Marja Jefimowna Grekowa in Platonow auf der Bühne. Intendant Wilfried Schulz holte sie 2013 an das Staatsschauspiel Dresden, wo sie bis 2016 engagiert war und beispielsweise die Marianne in Geschichten aus dem Wiener Wald, die Viola in Was ihr wollt, die Mascha in Drei Schwestern und Kriemhild in Die Nibelungen verkörperte.
Am Schauspiel Frankfurt spielte sie in der Saison 2016/17 unter der Regie von Michael Thalheimer die Rolle der Prinzessin Natalie von Oranien in Prinz Friedrich von Homburg. Seit 2016/17 ist sie als Gast am Düsseldorfer Schauspielhaus, dort war sie etwa in der Bühnenfassung von Fellinis Schiff der Träume als Lady Violet, als Nastassja Filippowna Baraschkowa in Der Idiot, als Lona Hessel in Stützen der Gesellschaft von Henrik Ibsen, als Anna in Willkommen von Lutz Hübner und als Caesonia in Caligula zu sehen. Bei den Salzburger Festspielen debütierte sie 2019 in Molnars Liliom als Marie. In dieser Rolle feierte sie im September 2019 auch am Thalia Theater in Hamburg Premiere.
Im September 2021 spielte sie die Titelrolle in Rose Bernd von Gerhart Hauptmann an den Bühnen Bern, wo sie im November 2021 ebenfalls in der Titelrolle in Maria Stuart Premiere feierte. Bei den Nibelungenfestspielen Worms übernahm sie im Juli 2024 in der Uraufführung von Der Diplomat von Feridun Zaimoglu und Günter Senkel unter der Regie von Roger Vontobel die Rolle der Brunhild.

### Film und Fernsehen
Im Fernsehfilm Eine Liebe für den Frieden – Bertha von Suttner und Alfred Nobel von Urs Egger spielte sie 2014 an der Seite von Sebastian Koch die Rolle der Sophie Hess, in der Fernsehserie Altes Geld von David Schalko verkörperte sie 2015 die Rolle der Kerstin Bachmann.

## Filmografie (Auswahl)
- 2010: Perpetum Mobile (Kurzfilm)
- 2012: Die Lebenden
- 2013: Karl der Große
- 2013: SOKO Donau – Bis der Vorhang fällt (Fernsehserie)
- 2014: Eine Liebe für den Frieden – Bertha von Suttner und Alfred Nobel (Fernsehfilm)
- 2015: Altes Geld (Fernsehserie)
- 2016: Mängelexemplar
- 2017: Rentnercops – Eine Art Magie
- 2019: Großstadtrevier – Freibad (Fernsehserie)
- 2021: Hubert ohne Staller – Die Kinder der fünf Seen (Fernsehserie)
- 2021: Helen Dorn: Die letzte Rettung (Fernsehreihe)
- 2022: SOKO Hamburg – Tödliche Hochzeit (Fernsehserie)
- 2024: Tatort: Letzter Ausflug Schauinsland (Fernsehreihe)

## Hörbuch (Auswahl)
- William Faulkner: Licht im August. Hörspielbearbeitung von Walter Adler. Hörbuch Hamburg, 2018, ISBN 978-3-8449-1536-5

## Auszeichnungen und Nominierungen
2009 wurde sie von der Theaterzeitschrift Theater heute als beste Nachwuchsschauspielerin nominiert, 2015 folgte eine Nominierung als beste Schauspielerin für ihre Darstellung der Mascha in Drei Schwestern.